# تباين خطابي
التباين الخَطابي (بفتح الخاء) contrastive rhetoric : هو دراسة كيفية تأثير لغة الشخص الأولى وثقافته على كتابتهِ باللغة الثانية. أُطلقت هذه التسمية لأول مرة عام 1966على يد العالم اللغوي روبرت كابلان Robert Kaplan. تم التشعب في هذا المبحث العلمي على نطاق واسع من عام 1996 إلى اليوم بفضل مجموعة من العلماء منهم عالمة اللغة الفنلندية الأصل أوللا كونور والمولودة في الولايات المتحدة الأمريكية. ساهم هذا المبحث منذ نشأته على إستكشاف هياكل الخطاب بين كل ثقافة وأخرى عن طريق التركيز على لغة معينة كهدف وكيفية إستخدامها عن طريق أشخاص يتحدثون بها كلغة ثانية، ومن هذا المنطلق إكتشف العلماء أن الأشخاص يصبغون لغة الهدف بالكثير من الإستراتيجيات التي تتوافق مع لغتهم الأم. على سبيل المثال وجد العلماء أن هناك الكثير من أصحاب اللغات الأخرى يعبرون بعض التعابير باللغة الإنجليزية والتي تكشف عن عاداتهم الثقافية وطريقة تفكيرهم بلغتهم الأم. كان لهذا المبحث الفضل في استكشاف هياكل الخطاب بين الثقافات التي تتجاوز الأشكال الأصلية المتوقعة في تنظيم الخطاب في اللغة المنشودة. لقد لفت هذا المبحث الانتباه إلى العادات الثقافية واللغوية للشعوب الأخرى والتي تستخدم اللغة الإنجليزية في التعبير.

## أنماط التفكير الثقافي لدى كابلان
أدى علم التباين الخَطَابي ومحاولة فهم تأثير الثقافة على الكتابة والتفكير إلى ظهور مايسمى بأنماط التفكير الثقافي حيث وجد كابلان بأن لكل ثقافة نمط معين في التفكير ينعكس على طريقة كتابتهم.
- الإنجليزية - (تشمل اللغات الجرمانية مثل الألمانية والهولندية والنرويجية والدنماركية والسويدية) التواصل مباشر وخطي ولا يستطرد أو ينفصل عن الموضوع.

- الأفكار السامية (على سبيل المثال، العربية أو العبرية) تعبر عن الأفكار في سلسلة من الأفكار الموازية، الإيجابية والسلبية على حد سواء. يقدر التنسيق على التبعية.

- الشرقية - (اللغات الآسوية) يتم التعبير عنها بطريقة التواصل غير المباشر. لا يتم تناول الموضوع وجهاً لوجه، ولكن يتم عرضه من وجهات نظر مختلفة، وهو يعمل حول هذه النقطة وحولها.

- الرومانسية - (اللغات التي تعتمد على اللغة اللاتينية مثل الفرنسية والإيطالية والرومانية والإسبانية) لا بأس في تقديم مواد غريبة، مما يزيد من ثراء التواصل.

- الروسية - مثل اللغات الرومانسية، التواصل الروسي غالبًا ما يكون مثبطً. قد يتضمن الاستطراد فيه سلسلة من الأفكار المتوازية.

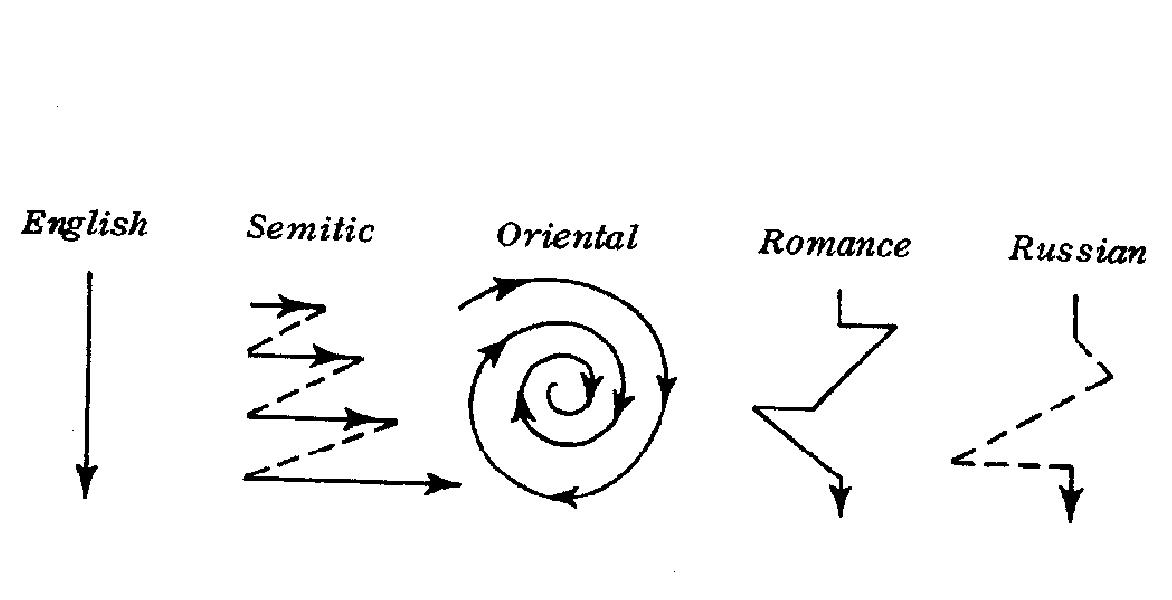
أنماط التفكير الثقافي عند كابلان

إذا ناقشت موضوع الخطاب المتناقض، فعليك أن تذكر كابلان ولكن العديد من الباحثين ينتقدون بشدة كابلان ويعتبرون أن أفكاره مؤرخة ومشبوهة منطقياً. غير أن بعض العلماء شجع على النظر لهذه الأنماط بعين الاعتبار كحقل تجريبي بدلاً من إتخاذه نظرية ثابته ونهائية. قال هؤلاء العلماء بأننا يجب أن نسأل مجموعة من الأسئلة عندما نحقق في النص مثل:
- «ما الذي يتحدث عنه النص؟»
- «كيف تؤثر النصوص على الجماهير؟»
- «كيف تأتي النصوص إلى حيز الوجود؟»

## التباين الخَطَابي النقدي
استجابةً للانتقادات التي تتحدى التَباين الخَطَابي التقليدي، تم إنشاء إطار مفاهيمي بديل يُعرف باسم التباين الخَطَابي النقدي -critical contrastive rhetoric- والذي يُعنى بفهم سياسات الاختلافات الثقافية. يستكشف الخطاب التبايني النقدي قضايا كثيرة مثل التفكير النقدي  في مواقف التدريس التي تتحدى الأصولية. من أجل إعادة تعريف الاختلاف الثقافي في الخَطَابة تؤخذ بعض الأمور في عين الاعتبار والتي كان لها تأثير على اللغة والثقافة مثل حقبة مابعد الإستعمار وما بعد الحداثة.

## أسئلة ذات صلة
في أوائل الألفية من القرن العشرين، بدأ بعض مؤلفي ما بعد الحداثة والنقديين في مجال تدريس اللغة الثانية في الإشارة إلى أن التباين الخَطَابي وصل إلى مرحلة متقدمة من الجمود. ومع مرور الزمن، بدأ مصطلح التباين الخَطَابي يأخذ منحى سلبي، أي أنه يؤثر سلبًا على الكتابة بلغة ثانية.  فقد إنتقد كثير من العلماء ماقد أسسه كابلان مؤسس هذا المبحث، حيث وصفوا التباين الخطابي بأنه «ثابت» لا يتطور، وبأنه يرتبط بالتحليل التبايني، وهي حركة مرتبطة باللغويات الهيكلية والسلوكية. تم تجاهل العديد من المساهمات التي قُدمت للتباين الخَطَابي في أواخر الستينيات إلى أوائل التسعينيات. ففي مقال نشر عام 2002، حاولت كونور  جاهدة الرد على هذه الانتقادات وتقديم توجيهات جديدة لخطابة مغايرة قابلة للحياة والتطوير. كانت اللعالمة اللغوية كونور تهدف إلى لفت الانتباه إلى النطاق الواسع للتباين الخَطَابي وقررت خلق مصطلحاً جديدأً يشمل جوهر التباين الخَطَابي بشكل أفضل من وضعه الحالي. كخطوةٍ للتمييز بين النموذج «الثابت» الذي يتم الاستشهاد به في كثير من الأحيان وللربط بينه وبين الجديد الذي تم إحرازه، أشارت كونور إلى أنه قد يكون من المفيد البدء في استخدام مصطلح البلاغة بين الثقافات بدلاً من التباين الخَطابي للإشارة إلى نماذج البحوث الحالية التي تقوم بدراسات مبنية على المقارنة عبر الثقافات.
إن مصطلح البلاغة بين الثقافات -كما عبرت عنه كونور- يصف بشكل أفضل اتجاهات التعبير المتسعة عبر اللغات والثقافات. فهو يحافظ على الأساليب التقليدية التي تستخدم التحليل النصي، وتحليل النوع، وتحليل المجاميع اللغوية، بالإضافة إلى أنه يقدم أيضًا الأساليب الإثنوغرافية التي تدرس اللغة في التفاعلات الإنسانية. علاوة على ذلك، فإن هذا المصطلح يشير إلى تحليل النصوص التي تتيح الفرصة للتنقيب عن الكثير من التعريفات الديناميكية للثقافة بمفهومها العام والثقافة بمفهومها الخاص (مثل ثقافة التخصصات العلمية أو ثقافة الفصل الدراسي..إلخ) في التحليل.

## انظر ايضاً
- اللغويات التطبيقية
- اللغويات المُتباينة
- اكتساب اللغة الثانية